# Белорусцев, Станислав Николаевич
Станислав Николаевич Белорусцев (род. 16 февраля 1967, Краснокамск, Пермский край, РСФСР, СССР) — российский серийный убийца, совершивший не менее 17 убийств в период с 1999 по 2009 год на территории Краснокамска (Пермский край). Истинный масштаб преступных деяний Белорусцева неизвестен. После осуждения в сентябре 2010 года по обвинению в совершении 3 убийств Белорусцев в дальнейшие годы признался в совершении ещё 14. Исключительность делу Белорусцева придаёт тот факт, что свидетелями и сообщниками его преступлений стали несколько человек, но никто из них в своё время не обратился в правоохранительные органы. Начиная с 2010 года, Станислав Белорусцев отбывает пожизненное лишение свободы в исправительной колонии особого режима «Чёрный дельфин».

## Биография

### Ранние годы
О ранних годах жизни Станислава Белорусцева известно крайне мало. Родился в 1967 году в Краснокамске (Пермский край). Начиная с середины 1980-х годов, вёл маргинальный образ жизни, страдал алкогольной зависимостью. В советские и постсоветские годы неоднократно подвергался уголовной ответственности и был четырежды судим.

### Убийства
В период с 1999 по 2009 год совершил не менее 17 убийств, в большинстве из которых признался только будучи осуждённым к пожизненному лишению свободы.
В 2009 году Станислав Белорусцев был арестован за совершение убийства трёх человек на территории Краснокамска. Во время совместного распития алкогольных напитков между Станиславом Белорусцевым и его тремя знакомыми произошла ссора, во время которой обвиняемый забил потерпевших диском от гантели, а также нанёс им множественные удары ножом. Он был осуждён и 10 сентября 2010 года получил в качестве уголовного наказания пожизненное лишение свободы, после чего был этапирован для отбытия наказания в исправительную колонию особого режима № 6, более известную как «Чёрный дельфин». После этого с периодичностью раз в несколько лет Белорусцев связывался со Следственным управлением Следственного комитета РФ по Пермскому краю и давал признательные показания в совершении других убийств.

### В заключении. Дальнейшие признания
В 2013 году он дал признательные показания в совершении убийств ещё трёх человек, которые были убиты в Краснокамске в период с августа 2004 по январь 2005 года. Белорусцев покинул колонию и был возвращён обратно в Краснокамск, где подвергался допросам и принимал участие в проведении следственных экспериментов, целью которых было воспроизведение опытным путём действий, обстановки и других обстоятельств, связанных с совершением убийств. Одно из них совершил совместно с сообщником, когда они шли по ночному городу в поисках места, где можно было выпить водки. Белорусцев утверждал, что они, увидев свет в окне квартиры жертвы, решили зайти и постучались в дверь. Дверь открыла пожилая хозяйка. Удостоверившись, что пенсионерка проживала в доме одна, Белорусцев и его приятель прошли внутрь квартиры и потребовали спиртное, после чего начали рыться в шкафу в поисках стопок и денег. Белорусцев утверждал, что зарезал женщину, после того как она подняла шум, попыталась выгнать их из квартиры и пригрозила им звонком в милицию. Ещё одно убийство Белорусцев совершил, действуя таким же образом: увидел зажжённый свет в квартире поздно вечером, постучал в дверь квартиры, после чего совершил нападение на её хозяина, удостоверившись, что он проживает один. 20 сентября 2013 года судом присяжных Белорусцев был осуждён за совершение этих убийств и приговорен ко второму пожизненному сроку.
В 2015 году Белорусцев снова связался со Следственным комитетом РФ по Пермскому краю и признался в совершении седьмого убийства, после чего 21 мая 2015 года снова был осуждён Пермским краевым судом.
В начале 2016 года Станислав Белорусцев дал признательные показания в совершении восьмого убийства. В ходе судебного процесса его вина полностью была доказана, и 2 июня 2016 года Краснокамским городским судом Пермского края он был приговорён к очередному сроку, поглощённому пожизненным лишением свободы.
После суда Белорусцев был обратно этапирован в колонию «Чёрный дельфин», однако в середине 2017 года снова покинул её и был возвращен в Краснокамск в связи с дачей признательных показаний в совершении девятого убийства. Согласно его свидетельствам, в апреле 2004 года он совершил убийство знакомого по фамилии Дериглазов в его квартире, расположенной на улице Звёздной в Краснокамске. Белорусцев заявил, что в ходе конфликта на почве личных неприязненных отношений с целью лишения жизни умышленно нанёс потерпевшему не менее двух ударов кулаком по лицу, в дальнейшем вооружившись взятыми на месте происшествия ножницами и используя их в качестве оружия, умышленно нанёс потерпевшему не менее четырёх ударов в жизненно важные части тела, а именно в область шеи и спины. В результате резаной раны шеи с повреждением хрящевой гортани правой сонной артерии и правой ярёмной вены и колото-резанной раны спины справа в короткий промежуток времени наступила смерть потерпевшего. Показания Белорусцева были подтверждены свидетельницей, которая в ходе допроса заявила, что познакомилась со Станиславом в январе 2004 года, после чего стала его сожительницей. Женщина заявила, что в апреле 2004 года она работала продавцом в одном из киосков на территории микрорайона Звёздный. В день убийства её посетили Дериглазов и Белорусцев, которые некоторое время в помещении киоска употребляли алкогольные напитки, после чего отправились в квартиру Дериглазова. По окончании рабочего дня женщина отправилась на поиски Белорусцева и встретила свою знакомую по фамилии Попова, которая рассказала ей о том, что находилась в квартире Дериглазова совместно с Белорусцевым, где между ними началась ссора из-за того, что Дериглазов стал подвергать её сексуальным домогательствам. По словам Поповой, Белорусцев угрожал Дериглазову убийством, после чего выгнал её из квартиры. Примерно через час после совершения убийства Белорусцев покинул квартиру Дериглазова и встретился на улице со свидетельницами, которые вскоре отправились в квартиру Дериглазова, где обнаружили его труп. Свидетельницы утверждали, что на следующий день после совершения убийства Белорусцев пытался узнать у них, видели ли они тело убитого, но они не признались ему в этом и впоследствии не стали обращаться в милицию из-за боязни расправы со стороны Белорусцева. 9 ноября 2017 года Краснокамским городским судом Станислав Белорусцев был признан виновным в совершении убийства Дериглазова, после чего ему было назначено наказание в виде 10 лет лишения свободы, поглощённое пожизненным лишением свободы.
Через несколько месяцев после суда, в начале 2018 года, Белорусцев решил сознаться в совершении десятого убийства, которое он совершил в марте 2004 года вместе с сообщником по фамилии Зверев. Белорусцев заявил, что в ходе совместного распития алкогольных напитков он и Зверев зарезали жертву на почве личных неприязненных отношений, после чего расчленили его труп. Части тела убитого и его одежду они вынесли и разбросали по микрорайону, где через несколько дней их стали находить местные жители и сообщать о страшных находках в милицию. Белорусцев под конвоем был доставлен на место совершения убийства и на места сброса расчленённых останков жертвы. Его показания полностью соответствовали показаниям соучастника Зверева и заключениям судебно-медицинских экспертиз. Однако в судебном заседании Белорусцев отказался от первоначального признания. Тем не менее, приговором суда от 16 марта 2020 года он был признан виновным в совершении этого убийства, и ему было назначено наказание в виде 10 лет лишения свободы. Однако в связи с истечением сроков давности привлечения к уголовной ответственности Белорусцев был освобождён от назначенного наказания и отправлен в «Чёрный дельфин» отбывать пожизненное лишение свободы.
4 июля 2022 года был осуждён за 3 убийства: женщины 22 сентября 1999 года (в одиночку) и двойного убийства 8 апреля 2004 года (совместно со Зверевым).
В начале 2023 года Белорусцев написал ещё одну явку с повинной, признавшись в очередном убийстве. После явки с повинной Белорусцева на время судебного процесса этапировали из колонии «Чёрный дельфин» в одно из Пермских СИЗО и снова стали возить на следственные действия. Жертвой Станислава Белорусцева была Наталья Корнеенкова из Краснокамска, имевшая малолетнего ребёнка, которая долгое время числилась пропавшей без вести. 3 января 2003 года Корнеенкова поссорилась с сожителем и поехала к подруге по фамилии Зевакина, которая сожительствовала со Станиславом Белорусцевым. Белорусцев заявил, что перед совершением убийства изнасиловал Корнеенкову, после чего задушил её с помощью шарфа. У убитой девушки он похитил ювелирные изделия, 400 рублей и мобильный телефон марки «Nokia 3310». Свидетельницей убийства стала сожительница Белорусцева, которая во время допросов заявила, что убийство и изнасилование Натальи Корнеенковой Белорусцев совершил в тот момент, когда она находилась в туалете. Согласно её показаниям, когда она вернулась в комнату, Наталья Корнеенкова была уже мертва. Белорусцев полностью подтвердил её слова, уточнив, что после того как Зевакина обнаружила тело убитой, он также начал ей угрожать убийством и потребовал от неё заняться с ним сексом на диване, где находилось мёртвое тело Корнеенковой, после чего отпустил Зевакину. Станислав Белорусцев поведал следователям о том, что после совершения убийства несколько дней хранил труп Натальи Корнеенковой на балконе своей квартиры, после чего расчленил его в ванной, а останки впоследствии разбросал в окрестностях Краснокамска. Спустя время прохожие нашли фрагменты таза и бедренных костей убитой. Её череп был обнаружен только лишь в 2007 году в районе одной из теплотрасс. Сожительница Белорусцева, молчавшая более 20 лет, в 2023 году во время допросов заявила, что не обращалась в правоохранительные органы из-за опасения расправы со стороны Белорусцева, несмотря на то, что он находился на территории исправительной колонии. Во время суда была проведена судебно-медицинская экспертиза для установления степени вменяемости Белорусцева. По результатам экспертизы Белорусцев был признан вменяемым, но имеющим органическое расстройство личности из-за алкогольной зависимости, в качестве особенностей характера указаны конфликтность и раздражительность. При этом, согласно выводам психиатров, Станислав Белорусцев не имеет интеллектуальных нарушений и всегда осознавал общественную опасность своих действий. Весной 2023 года Краснокамский суд признал Белорусцева виновным в смерти Натальи Корнеенковой и назначил ему уголовное наказание в виде 13 лет лишения свободы. В совокупности с другими приговорами Белорусцеву оставили пожизненный срок.
После суда Белорусцев неожиданно решил обжаловать приговор по обвинению в совершении убийства Корнеенковой и подал апелляцию. 30 октября 2023 года состоялось заседание, где Белорусцев выступил в суде по видеосвязи и изменил свои первоначальные показания. Он заявил, что признаёт вину лишь частично, так как, по его словам, действовал не один, а с сообщниками — приятелем Зверевым и, собственно, самой Зевакиной. Непосредственным исполнителем убийства, согласно новым утверждениям Белорусцева, являлся Зверев, который впоследствии принимал участие в расчленении трупа. Идея ограбить Корнеенкову, по словам Белорусцева, принадлежала сожительнице, которая якобы именно с этой целью заманила жертву в их квартиру. Сам Зверев, как следует из материалов дела, на допросе сообщил, что Корнеенкову не знал и в день убийства отсутствовал в квартире, где произошло убийство. Белорусцев утверждал, что из любопытства оговорил самого себя и обвинил свидетеля преступления Зевакину в лжесвидетельстве. Он подробно и в мельчайших деталях несколько минут описывал, как выглядел диван в его квартире, обвинив свидетельницу в том, что она дала неправильное описание мебели, следовательно, её показания ложные. Станислав Белорусцев требовал отмены приговора и назначения ему нового судебного разбирательства, однако апелляция была отклонена, и его приговор остался без изменений.
В 2024 году сознался и был признан виновным в очередном убийстве, совершённом в конце 2001 года.
В июле 2025 года стало известно, что Белорусцев сознался ещё в одном преступлении. Он рассказал, как 6 марта 2004 года убил двух подростков — братьев 15 и 17 лет. Таким образом, общее количество убийств, совершённых Белорусцевым, достигло 17.